# Dwars door de Antwerpse Kempen
Dwars door de Antwerpse Kempen was een eendaagse wielerwedstrijd die in 2010 en 2011 werd verreden. De wedstrijd kwam voort uit de Ronde van Antwerpen en maakte deel uit van de UCI Europe Tour, in de categorie 1.2.

## Podiumplaatsen
| Jaar | Winnaar       | Tweede        | Derde           |
| ---- | ------------- | ------------- | --------------- |
| 2010 | Aidis Kruopis | Kevin Claeys  | Joeri Stallaert |
| 2011 | Tom Devriendt | Joris De Boer | Filip Eidsheim  |